# توماس تايلور (لاعب كريكت)
توماس تايلور (بالإنجليزية: Thomas Taylor)‏ (18 أكتوبر 1753 - 1806) هو لاعب كريكت بريطاني (وحمل سابقاً جنسية المملكة المتحدة لبريطانيا العظمى وأيرلندا ومملكة بريطانيا العظمى). لعب مع نادي مقاطعة هامبشاير للكريكت ‏.